# 格奧爾格 (巴伐利亞)

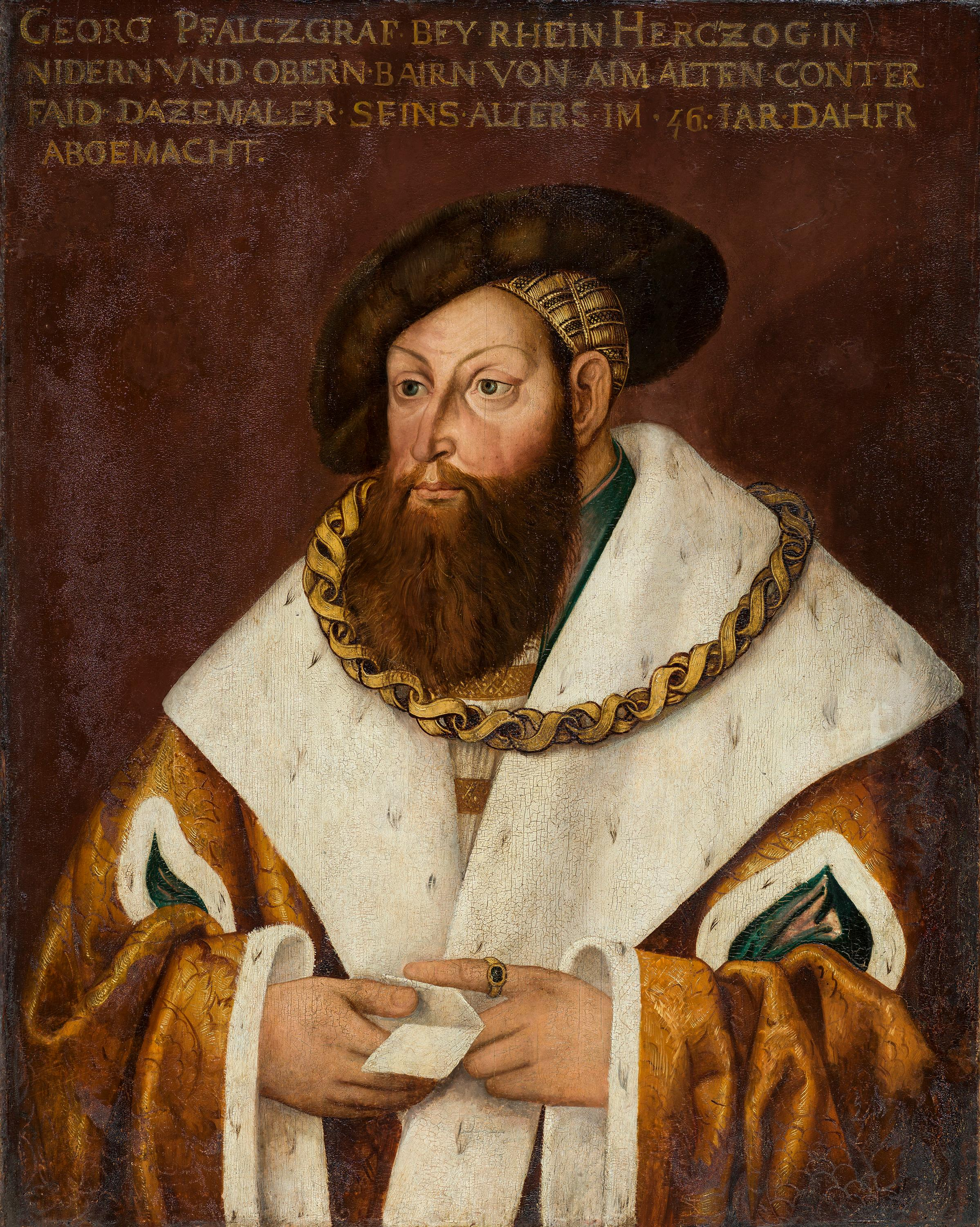
巴伐利亞-蘭茨胡特公爵格奧爾格

格奧爾格（德語：Ludwig IX. der Reiche，1455年8月15日—1503年12月1日）維特爾斯巴赫家族成員，最後一位巴伐利亞-蘭茨胡特公爵（1479年—1503年在位）。巴伐利亞-蘭茨胡特公爵（富人）路易九世與妻子薩克森選侯腓特烈二世的女兒阿瑪利亞的唯一兒子。

## 早年

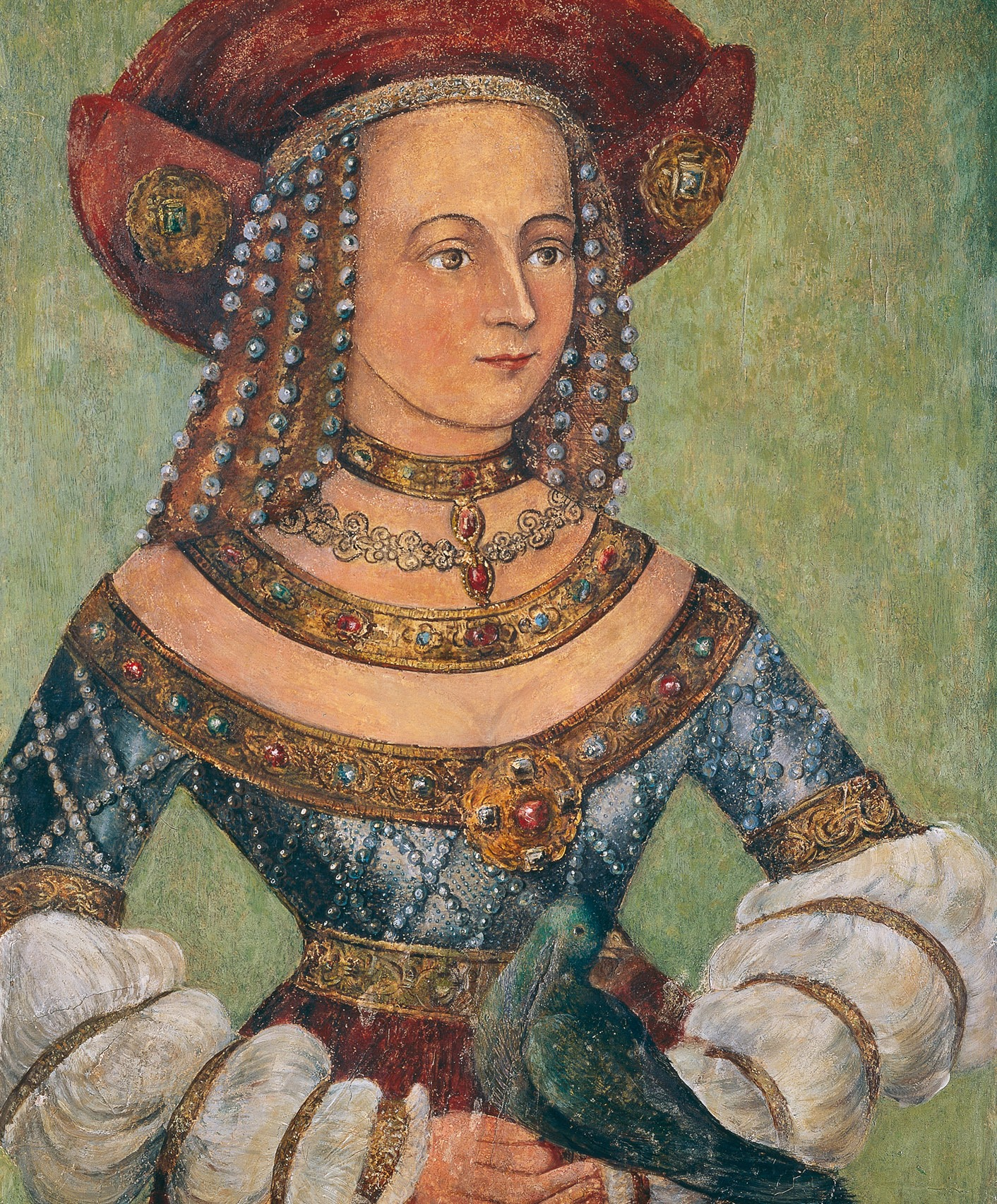
波蘭公主海德葳·雅蓋隆

格奧爾格於1455年在布格豪森城堡出生。1475年，父親路易九世為格奧爾格與波蘭國王卡齊米日四世的女兒海德葳·雅蓋隆公主舉行一場盛大的婚禮，這場名為蘭茨胡特婚禮是中世紀最輝煌的盛會之一。格奧爾格亦以蘭茨胡特婚禮而聞名。
1479年，父親路易九世逝世，格奧爾格繼承為巴伐利亞-蘭茨胡特公爵。巴伐利亞-蘭茨胡特是巴伐利亞公國內經濟實力最強的地區，尤其是基茨比爾和巴特賴興哈爾的礦山擁有權。所以路易九世成為15世紀統治巴伐利亞-蘭茨胡特的三位著名富豪中的最後一位，他們的住所是蘭茨胡特的特勞尼茨城堡，這座城堡的防禦工事規模宏大。

## 巴伐利亞公爵
1485年，由於侵犯他的領地，格奧爾格在帝國城市諾德林根的前面部署了一支強大的軍隊，令他們的撤離不得不付出高昂的代價。在接下來的幾年中，格奧爾格付出巨大的努力來收購遠奧地利的土地。1486年，他以52,011荷蘭盾的價格從外奧地利大公及蒂羅爾伯爵西吉斯蒙德手中買下了包括金茨堡在內的布爾高藩侯國，1487年，他和他的堂弟巴伐利亞-慕尼黑公爵阿爾布雷希特四世從西吉斯蒙德手上以50,000盾購買的蒂羅爾伯國。然而，這使神聖羅馬皇帝腓特烈三世不悅。在兩個維特爾斯巴赫家族的公國擴張的努力下，他只好召集士瓦本同盟對抗他們。1489年，格奧爾格不僅要付出36,000荷蘭盾的代價作為與皇帝和約，而且還不得不放棄布爾高藩侯國。1489年7月10日，他與士瓦本同盟達成和約，並與阿爾布雷希特四世解散同盟。
此後，格奧爾格成為新的神聖羅馬皇帝馬克西米利安一世的重要支柱，他在士瓦本、瑞士、蓋爾登和匈牙利的戰事中為他提供了支持。
格奧爾格的首相是博學多才的舊厄廷主教弗里德里希·毛伊克徹，後來他成為帕紹主教。當弗里德里希·毛伊克徹於1485年去世後，沃爾夫岡·科爾伯格成為公爵最重要的顧問。在他的幫助下，格奧爾格在自己的領土上執行羅馬法。1491年，他更改了父親創立的命令，騎士團於1497年抱怨該命令，因為先前已生效的土地法已被廢除。然而，格奧爾格於1501年進行進一步的改革。
格奧爾格將布格豪森城堡擴建為永久性宮殿，而英戈爾施塔特新宮殿幾乎完全從零開始建造。

## 繼位問題
格奧爾格與海德葳·雅蓋隆一共有三個兒子和兩個女兒。但是當其長子路易於1496年逝世後，格奧爾格已經沒有兒子倖存下來。按照中世紀德意志地區實行的薩利克法的限制，他們的女兒無法繼承公國。然而，格奧爾格試圖將其公國遺贈給女兒伊麗莎白和她的丈夫普法爾茨的魯普雷希特 (佛萊辛主教)，後者是普法爾茨選侯菲利普的第三子。格奧爾格於1503年去世後，導致了一場破壞性的繼承戰爭。最終，巴伐利亞-蘭茨胡特公國被巴伐利亞-慕尼黑公爵阿爾布雷希特四世接管。只有新建的普法爾茨-諾伊堡公國傳給魯普雷希特的兒子奧托·海因里希及菲利普。最南端的地區包括巴伐利亞-蘭舒特·庫夫施泰因、基茨比爾和拉滕堡移交給皇帝馬克西米利安一世與蒂羅爾伯國合併。
1503年12月1日，格奧爾格逝世，同年12月9日被埋葬在Seligenthal修道院中。

## 家庭
格奧爾格於1475年11月14日在蘭茨胡特與波蘭國王卡齊米日四世的女兒海德葳·雅蓋隆公主結婚。他們有五名兒女：
1. 路易（1476年–1496年）
2. 魯珀特（1477年）
3. 伊麗莎白（英语：Elisabeth of Bavaria (1478–1504)）（1478年–1504年）與普法爾茨選侯菲利普的兒子佛萊辛主教魯普雷希特結婚，並且是普法爾茨選侯的奧托·海因里希的母親。
4. 瑪格麗特（1480年–1531年）
5. 沃爾夫岡（1482年逝世）